# 2002 PP149
2002 PP149 est un objet transneptunien faisant partie des cubewanos. 

## Caractéristiques
2002 PP149 mesure environ 200 km de diamètre.